# Млини (Лохвицька міська громада)
Млини́ — село в Україні, у Лохвицькій міській громаді Миргородського району Полтавської області.
Населення становить 644 осіб. Входить до складу Лохвицької міської громади.

## Географія
Село Млини знаходиться на лівому березі річки Сула, вище за течією на відстані 2,5 км розташоване село Гиряві Ісківці, нижче за течією на відстані 2,5 км розташоване село Брисі, яке з 1986 року інтегроване в місто Заводське, на протилежному березі — місто Лохвиця. Річка в цьому місці звивиста, утворює лимани, стариці та заболочені озера. На шляху траси  Т 1705 (Р60) через річку Сулу пролягає міст, який сполучає село Млини з містом Лохвиця.

## Історія
Село Млини достатньо давнє, за часів Мазепи й Хмельницького входило до Лохвицької козацької сотні. На території села є залишки дохристиянських поселень й курганів, що свідчить про це місце як традиційне для поселення ще з часів Скитії. Назва походить, як зрозуміло, від водяних млинів, декілька з яких, за переказами старожилів, стояло на Сулі в районі села.
У Млинах зберігся курганний могильник Сіверян. На карті Боплана 1670 року Млини позначені як Młyn.
У 1912 році у Млинах споруджено двох комплектну земську школу за проектом Опанаса Сластіона. Будівля школи була однією з перших шкіл зведених за проектом архітектора.
18 квітня 2016 року автомобільний міст, що знаходився в селі, через річку Сула частково зруйнувався (обвалилася секція завдовжки 18 метрів і шириною 2 метри) і була закрита для руху автотранспорту.
23 червня 2019 року в районі села розбився літак Ан-2.
До 2020 року орган місцевого самоврядування — Гирявоісковецька сільська рада.
12 червня 2020 року, відповідно до розпорядження Кабінету Міністрів України № 721-р «Про визначення адміністративних центрів та затвердження територій територіальних громад Полтавської області», село увійшло до складу Лохвицької міської громади.
19 липня 2020 року, в результаті адміністративно - територіальної реформи та ліквідації Лохвицького району, село увійшло до складу новоутвореного Миргородського району Полтавської області.

## Населення

### Мова
Розподіл населення за рідною мовою за даними перепису 2001 року:
| Мова       | Відсоток |
| ---------- | -------- |
| українська | 98,91%   |
| російська  | 1,09%    |

## Об'єкти соціальної сфери
- Школа І-ІІ ст. [Архівовано 7 жовтня 2020 у Wayback Machine.]

## Галерея

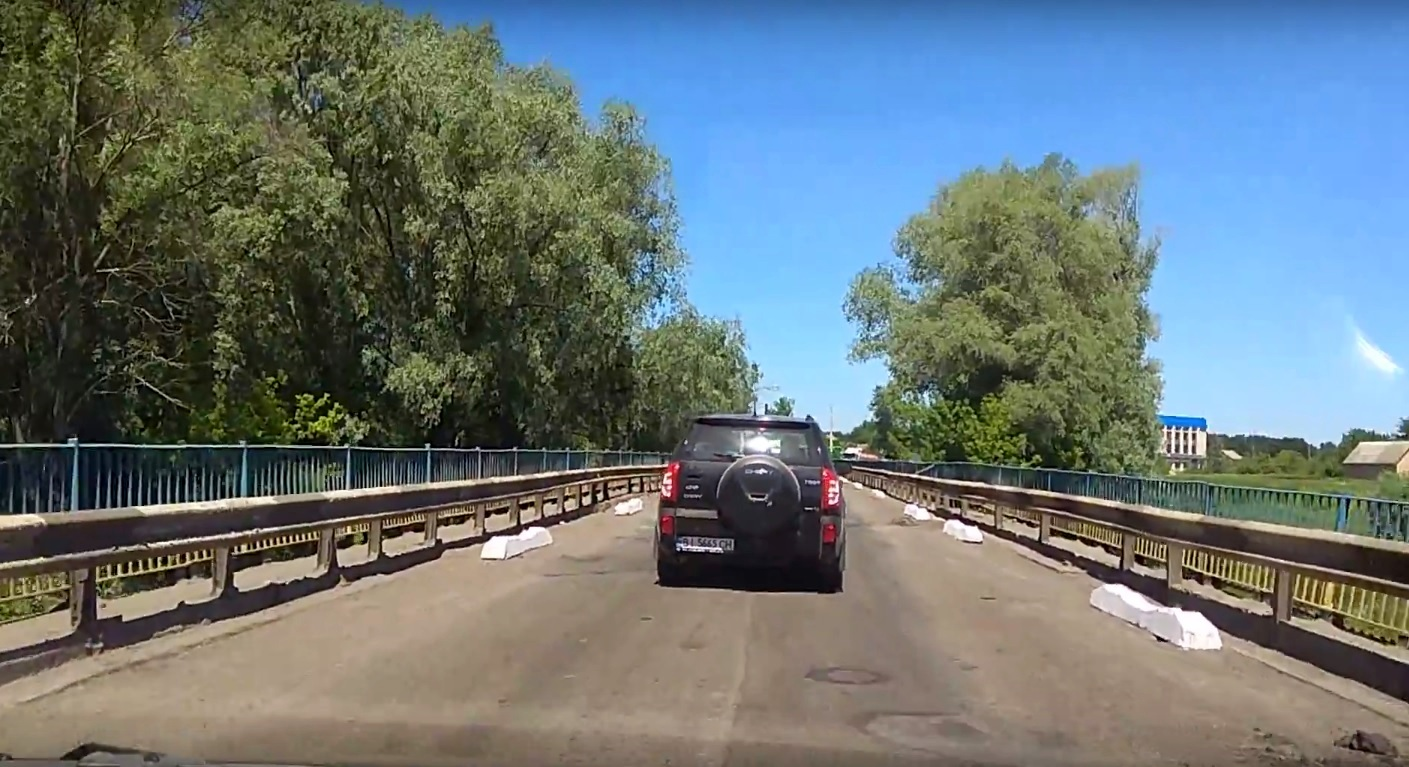
Млинівський міст
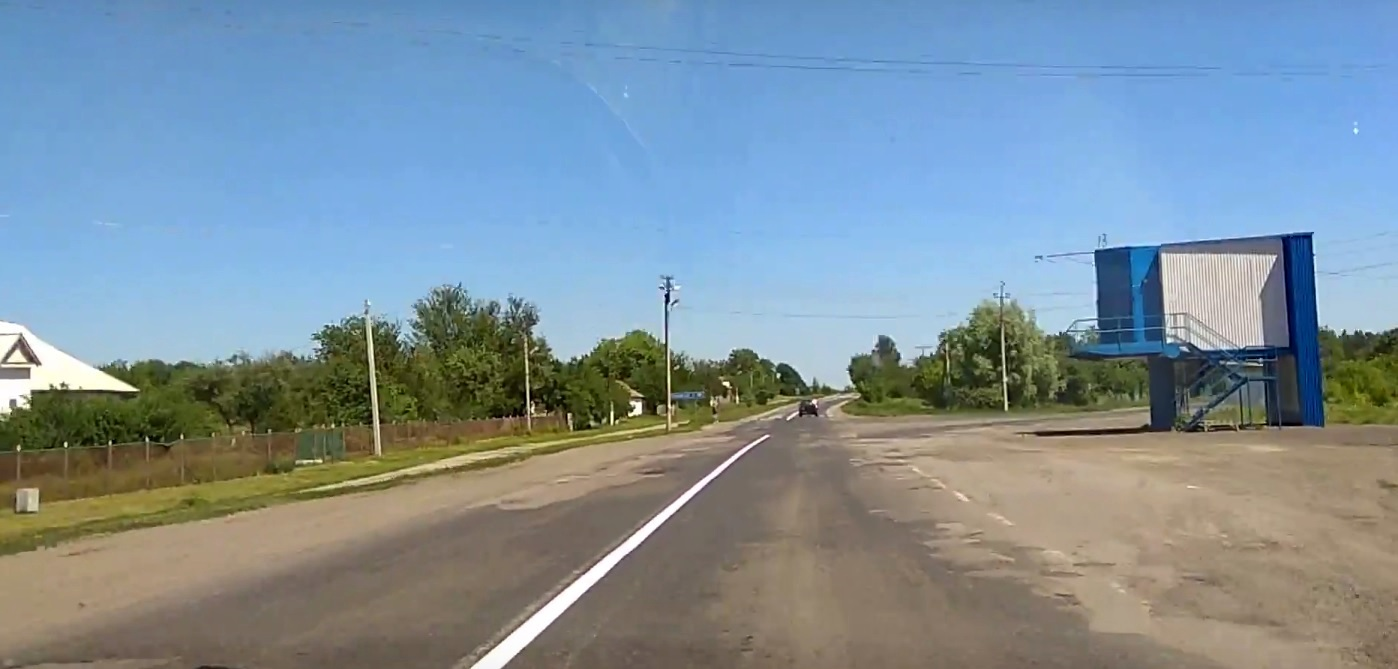
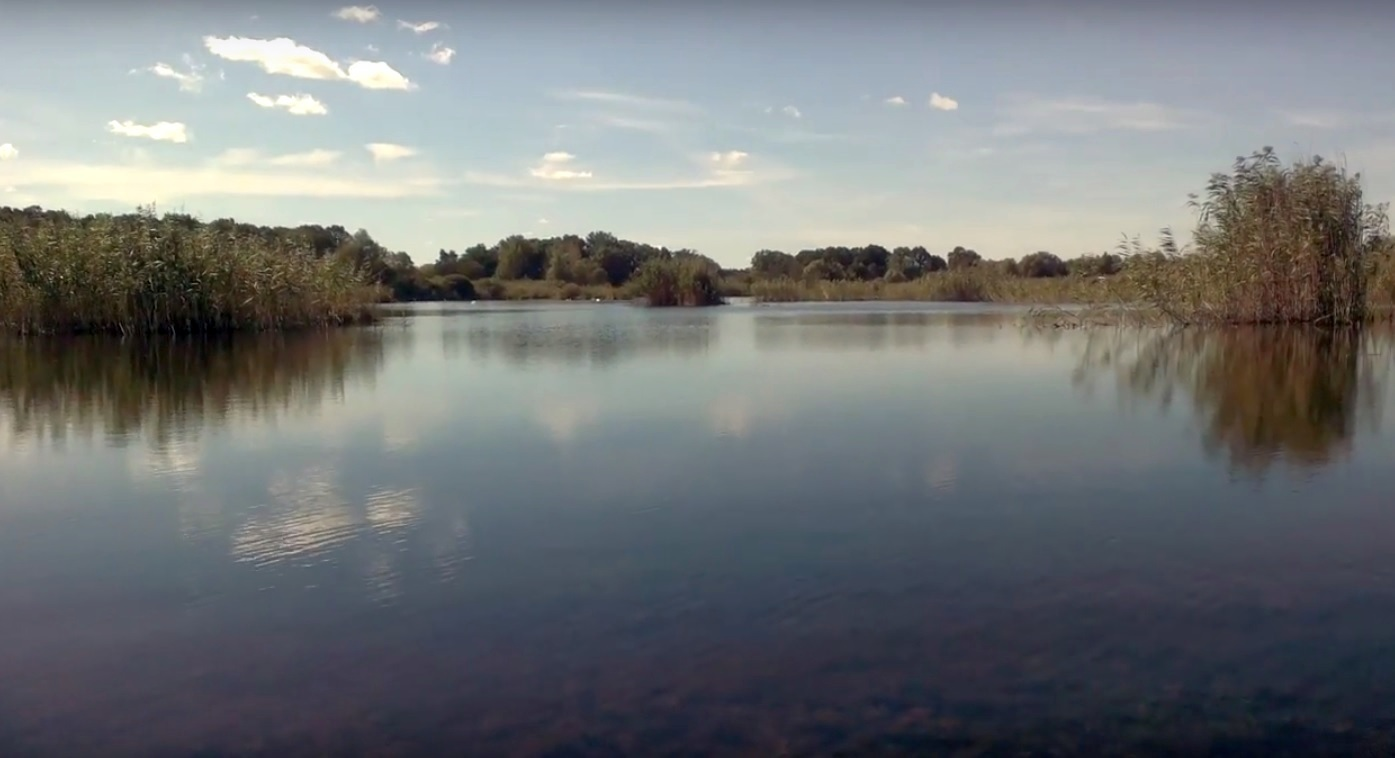
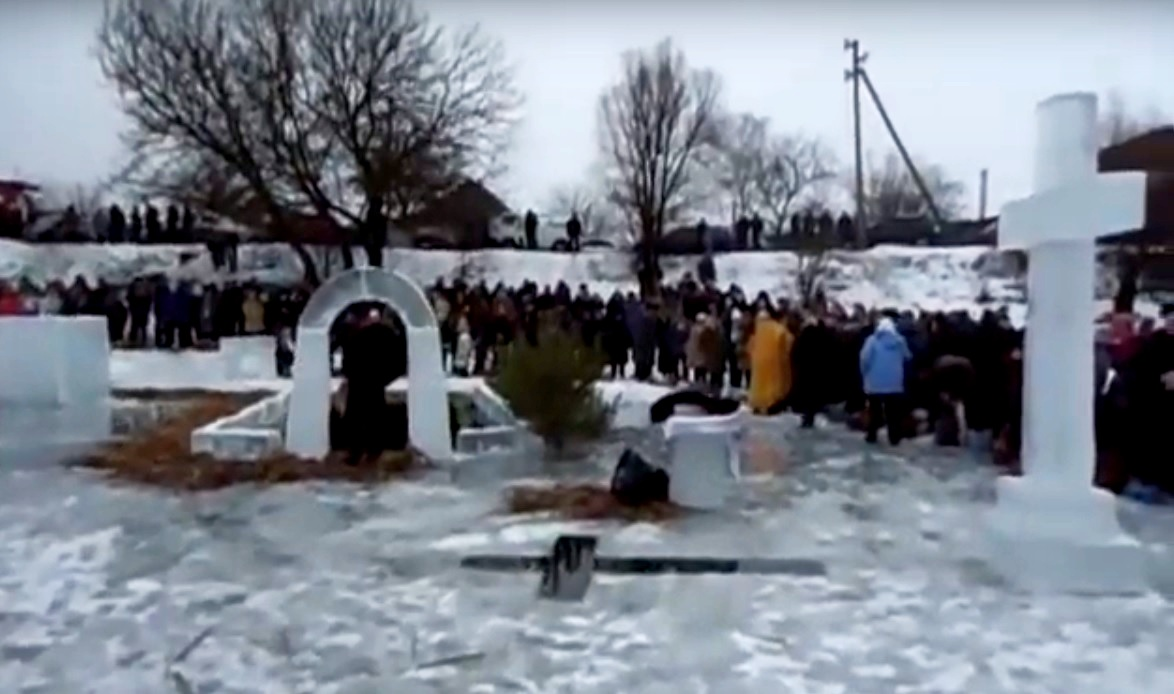
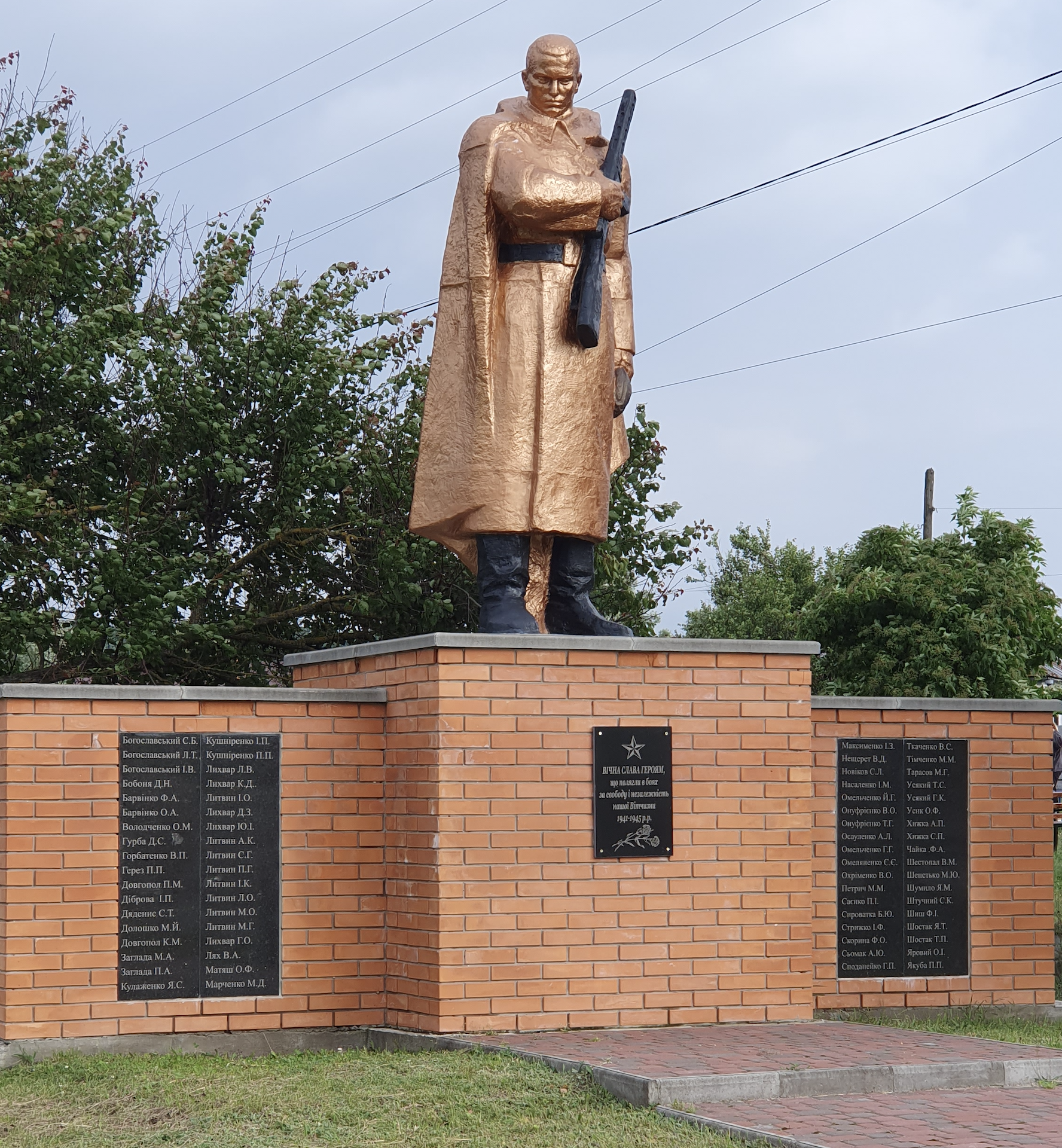
Пам’ятник полеглим воїнам-землякам у Млинах

## Млини на телебаченні
- Школи Лохвицького земства — пам'ятки українського архітектурного модерну [Архівовано 9 червня 2016 у Wayback Machine.]. Джерело:
- Обвал моста через річку Сула